# Hugo Juhl
Hugo Juhl (* 27. November 1872; † 10. Juni 1939) war ein deutscher jüdischer Unternehmer, der von 1913 bis 1938 das Textilunternehmen Wäschefabrik Juhl & Helmke in Bielefeld  betrieb. 1993 wurde das Fabrikgebäude in das Museum Wäschefabrik umgestaltet, das sich heute in der Viktoriastraße 48a in Bielefeld befindet.

## Frühes Leben
Juhl wurde in Adendorf (heute Teil der Gemeinde Wachtberg in der Nähe von Meckenheim, Deutschland) geboren. 1892 begann Juhl im Alter von 20 Jahren auf Initiative seines Vaters Michael Juhl (1836–1906) eine Ausbildung im Leinen- und Wäschegeschäft von Moritz Dahl in Bielefeld. Nach dem Tod von Moritz Dahl verkaufte seine Witwe, Bertha Dahl, das Geschäft im Jahr 1900 an die Mitarbeiter Hugo Juhl und Max Helmke.

## Berufliche Laufbahn

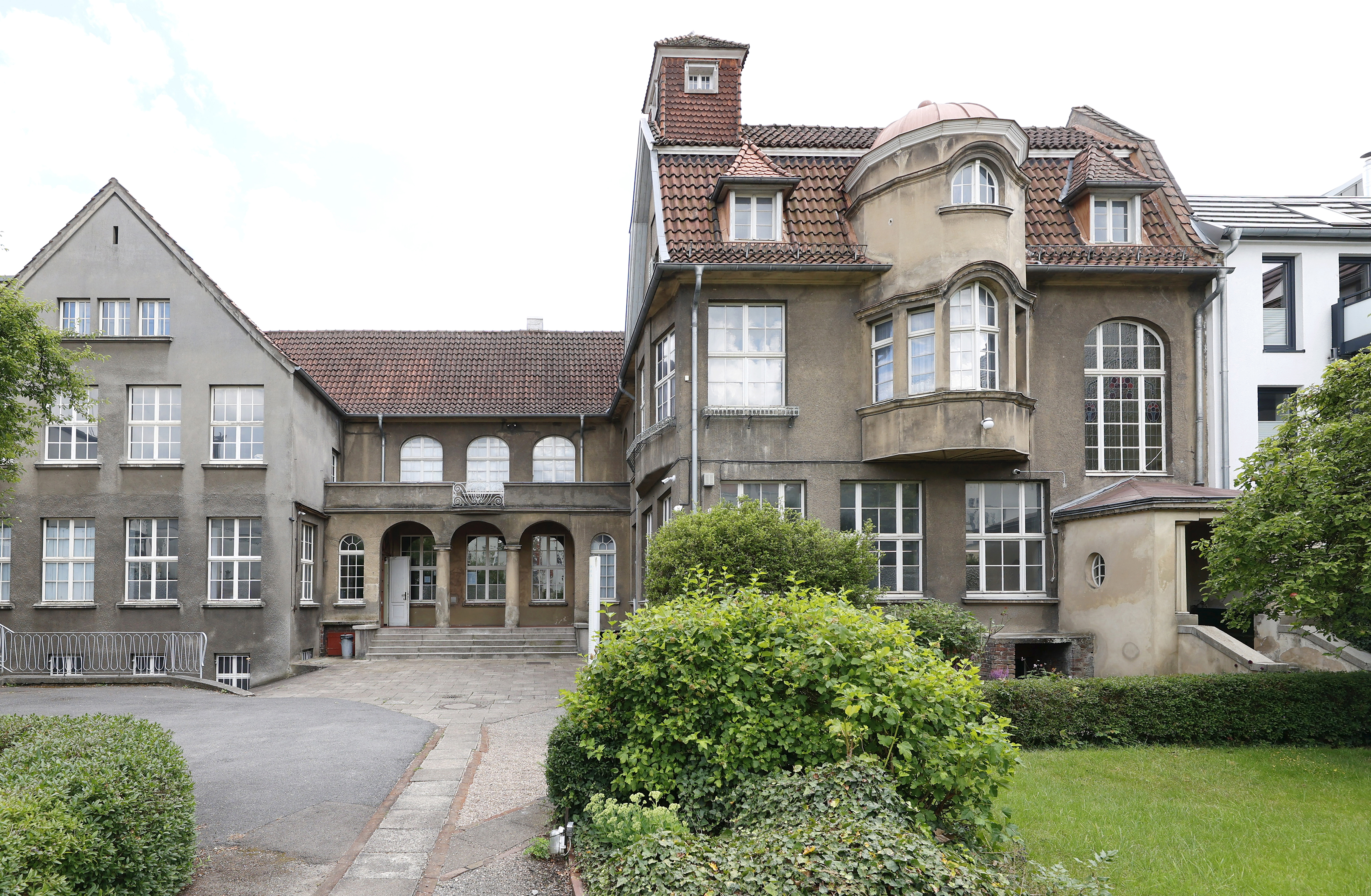
Ehemalige Fabrik und Wohnhaus der Familie Juhl

1911 kaufte Juhl die Gebäude in der Viktoriastraße 48 und 50, einschließlich eines an die Fabrik angrenzenden Grundstücks, auf dem er ein Wohnhaus für die Familie errichten ließ. Im Jahr 1913 begann in der Fabrik mittels moderner industrieller Produktionsverfahren die Herstellung von Bett- und Tischwäsche, Unterwäsche, Damenblusen und Herrenhemden. Juhls Ehefrau, Klara Juhl (geborene Selig), die aus einer wohlhabenden jüdischen Familie stammte, trug mit ihrer finanziellen Unterstützung maßgeblich zur Gründung des Unternehmens ihres Mannes bei. Anfang der 1920er Jahre erlebte die Wäschefabrik ihre wirtschaftliche Blütezeit und profitierte von einem anhaltenden Exportboom, ausgelöst durch die Hyperinflation.  Deshalb richtete Hugo Juhl weitere Produktionsräume in der Viktoriastraße 65 und in der Heeper Straße 48 in Bielefeld ein und vergrößerte die Belegschaft. Diese „goldenen Jahre“ waren jedoch nicht von Dauer. Die Stabilisierung der Reichsmark im Jahr 1924 führte im Folgejahr zu einer Krise des Unternehmens, da die Nachfrage nach Textilwaren stark zurückging. Juhl nahm verschiedene Umstrukturierungsmaßnahmen vor, die sich wirtschaftlich erfolgreich zeigten.

## Nach der nationalsozialistischen Machtübernahme

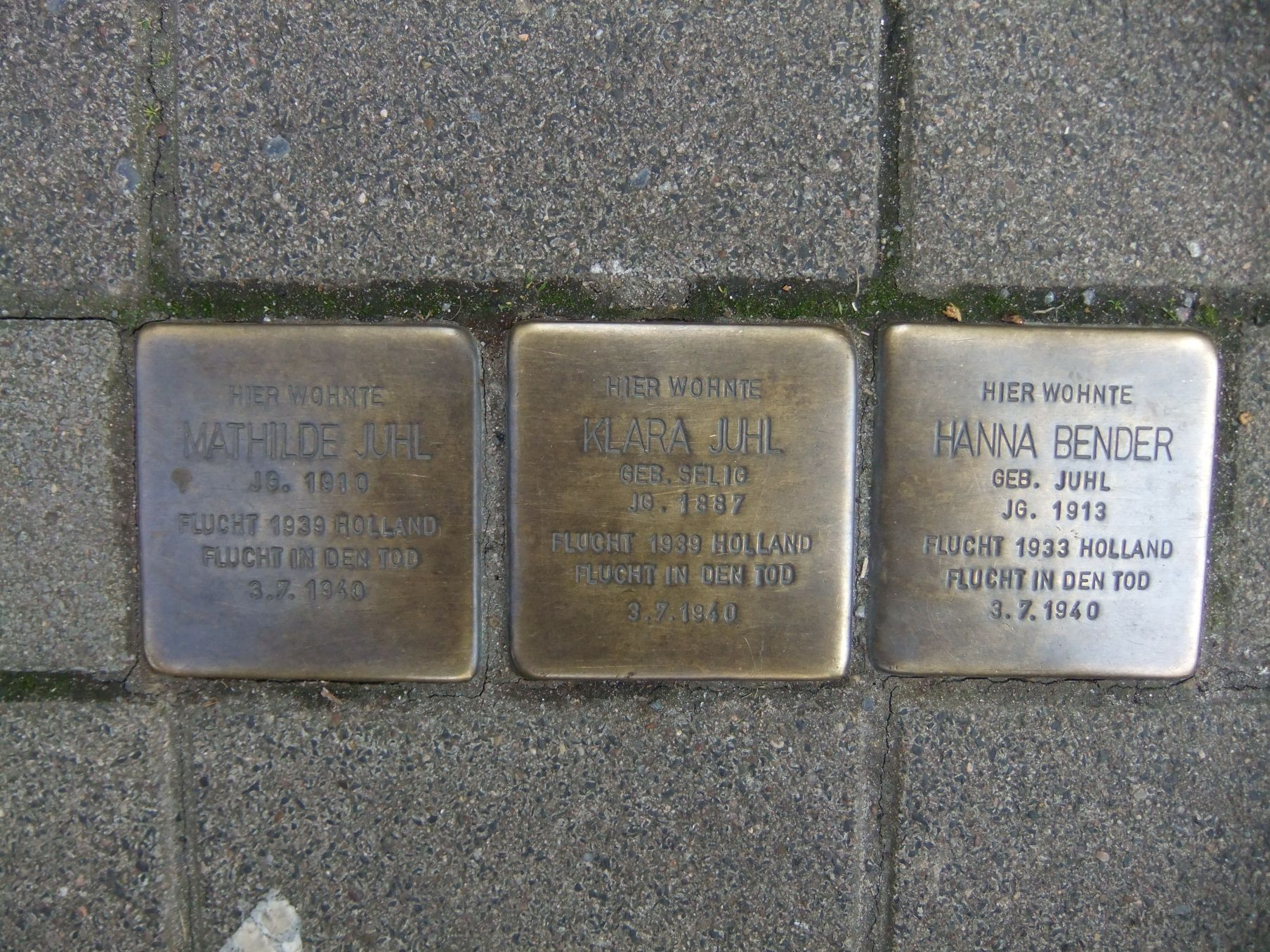
Stolpersteine von Mathilde Juhl, Klara Juhl und Hanna Bender

Von der Machtergreifung der NSDAP war Hugo Juhl zunächst nicht unmittelbar betroffen, jedoch wurden jüdische Geschäftsleute in der Folge systematisch aus dem deutschen Wirtschaftsleben verdrängt. Aufgrund der politischen Veränderungen waren Juhls jüngste Tochter Hanna und ihr Ehemann Dr. Fritz Bender bereits zu Beginn der 1930er Jahre in die Niederlande emigriert. 1938 musste Juhl die Fabrik und weitere Gebäude an Theodor und Georg Winkel verkaufen. Juhls Gesundheitszustand verschlechterte sich zusehends und er starb schließlich im Juni 1939 an Nierenversagen. Nach seinem Tod flohen sowohl seine Frau Klara als auch ihre ältere Tochter Mathilde nach Amsterdam, um dem Nazi-Regime zu entkommen. Am 10. Mai 1940 begann die Besetzung der Niederlande durch die deutsche Wehrmacht. Am 3. Juli 1940 nahmen sich Klara, Mathilda sowie Hannah und ihre Tochter das Leben. Als einziger Überlebender schaffte es Fritz Bender, mit einem Ruderboot über die Nordsee nach England zu flüchten. Von dort floh er nach Kanada, wo er bis zu seinem Tod blieb. Während seines Aufenthalts in einem Internierungslager in Kanada erfuhr er vom Tod seiner Familie über das Rote Kreuz.

## Gedenken
Vor dem Wohnhaus der Familie Juhl an der Viktoriastraße in Bielefeld wurden Stolpersteine mit den Namen und Lebensdaten der Familienmitglieder gesetzt.